# Richard B. Freeman

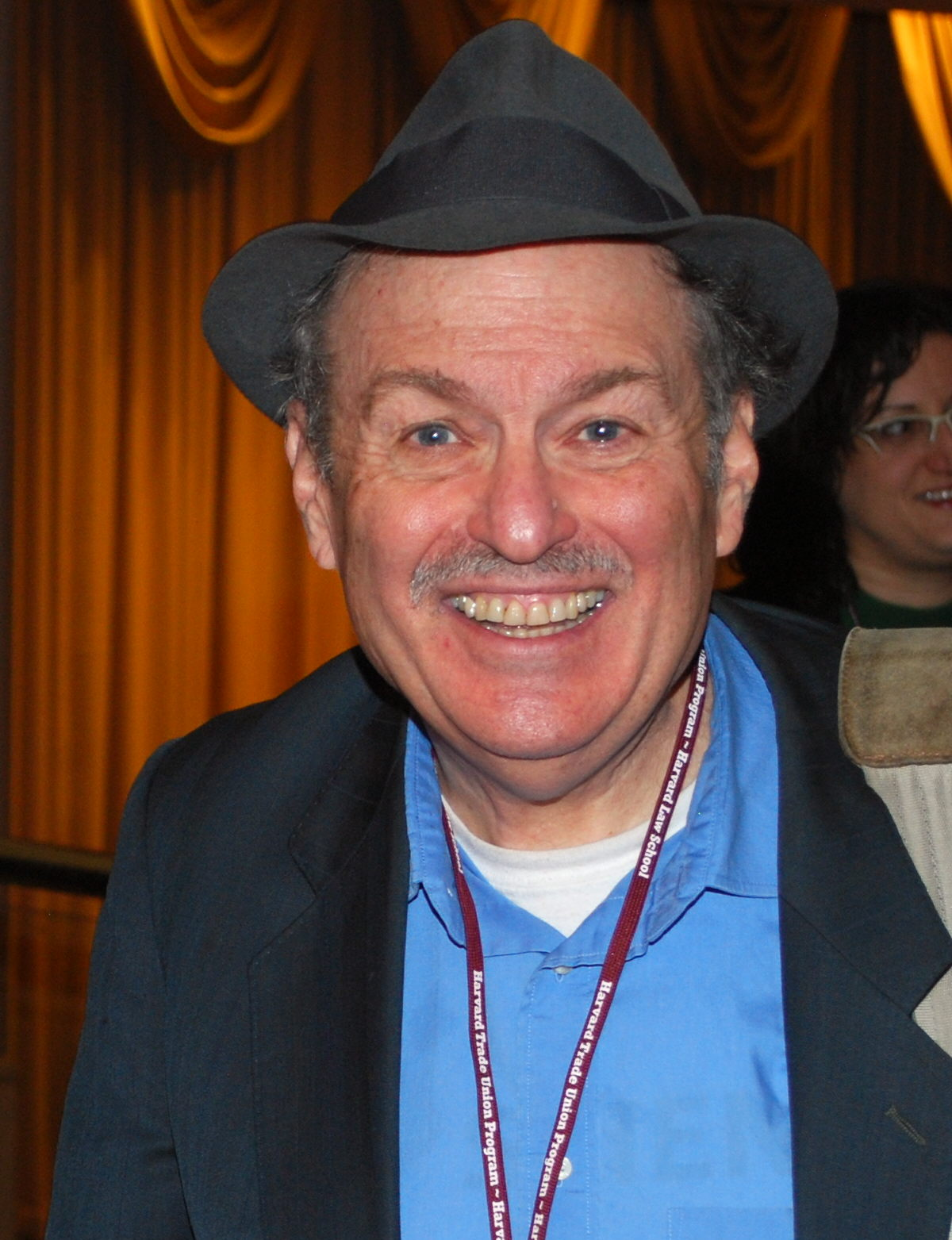
Freeman im September 2014

Richard Barry Freeman (* 29. Juni 1943 in Newburgh, New York) ist ein US-amerikanischer Wirtschaftswissenschaftler, der sich insbesondere auf dem Gebiet der Arbeitsökonomik hervorgetan hat.

## Werdegang, Forschung und Lehre
Freeman studierte bis 1964 am Dartmouth College, das er mit dem akademischen Grad eines Bachelor of Arts in Richtung Harvard University verließ. Dort graduierte er 1969 als Ph.D. mit der Arbeit „The Labor Market for College Manpower“, die vom späteren Arbeitsminister John Thomas Dunlop betreut wurde.
Freeman arbeitete als Assistant Professor an der Yale University, der University of Chicago und der Harvard University, dort war er auch als Associate Professor tätig. Zudem lehrte und forschte er an der Caltech. Später übernahm er den Herbert-Ascherman-Lehrstuhl für Ökonomie an der Harvard University. Er visitierte unter anderem an der London School of Economics und der McMaster University.
Freeman engagierte sich in verschiedenen Gremien und Komitees der National Academy of Sciences, zudem war er Programmdirektor für Arbeitsstudien am National Bureau of Economic Research. 1998/99 war er für ein Jahr Präsident der Society of Labor Economists. Er ist Mitglied der American Academy of Arts and Sciences und Fellow der American Association for the Advancement of Science. Er ist Fellow der American Economic Association, zwischen 2006 und 2013 war er Research Fellow am Bonner Forschungsinstitut zur Zukunft der Arbeit. Des Weiteren trat er als Berater für verschiedene Einrichtungen und Gremien in Erscheinung, unter anderem war er für die Weltbank, das US-Arbeitsministerium, die spanische, venezolanische sowie die sri-lankische Regierung tätig.
Freemans Arbeits- und Forschungsschwerpunkte liegen im Bereich der Arbeitsökonomik auf dem Arbeitsmarkt, einerseits insbesondere hinsichtlich Wissenschaftlern und Ingenieuren und andererseits hinsichtlich China, der ökonomischen Theorie von Gewerkschaften, der Entwicklung und Modernisierung der europäischen Wohlfahrtsstaaten, Einkommensverteilung auf dem Arbeitsmarkt und dem Einfluss von Migration und Handel auf Ungleichheit.
Für seine Arbeiten wurde Freeman mehrfach honoriert und ausgezeichnet. Unter anderem erhielt er 2006 den Jacob-Mincer-Preis und 2007 den IZA Prize in Labor Economics.

## Werke
Die folgende Auflistung gibt einen Teil der von Freeman veröffentlichten Büchern wieder, zudem hat er zahlreiche Zeitschriftenartikel und Arbeitspapiere verfasst.
- The Market for College Trained Manpower (Thesis, 1971)
- Labor Economics (1972, zweite Auflage 1979)
- Labor Market Analysis of Engineers and Technical Workers, mit Glen Cain und Lee Hansen (1973)
- The Black Elite: The New Market for Highly Educated Black Americans (1976)
- The Over-Educated American (1976)
- What Do Unions Do? mit James Medoff (1984)
- Labour Markets in Action:  Essays in Empirical Economics (1989)
- The New Inequality: Creating Solutions for Poor America (1999)
- What Workers Want mit Joel Rogers (1999, zweite erweiterte Auflage 2006)
- What Do Unions Do to the European Welfare States? mit Agar Brugiavini, Bernhard Ebbinghaus, Pietro Garibaldi, Bertil Holmlund, Martin Schludi und Thierry Verdier (2001)
- Can Labor Standards Improve Under Globalization? mit Kimberly Ann Elliot (200343* America Works: The Exceptional Labor Market (2007))
- The Korean Labour Market after the 1997 Economic Crisis (2012)
- The Citizen’s Share: Putting Ownership Back into Democracy mit Joseph R. Blasi und Douglas L. Kruse (2013)
- Handbook of Research on Employee Voice (2014, zweite Auflage 2017)
- The Economics of Trade Unions: A Study of a Research Field and Its Findings mit Hristos Doucouliagos und Patrice Laroche (2017)